# Добревці (Ловецька область)
Добре́вці (болг. Добревци) — село в Ловецькій області Болгарії. Входить до складу общини Ябланиця.

## Населення
За даними перепису населення 2011 року у селі проживали 503 особи.
Національний склад населення села:
| Національність   | Кількість осіб | Відсоток |
| ---------------- | -------------- | -------- |
| болгари          | 416            | 82,9%    |
| цигани           | 70             | 13,9%    |
| турки            | 6              | 1,2%     |
| Всього відповіли | 502            |          |

Розподіл населення за віком у 2011 році:
Динаміка населення: